# Befotaka (Analalava)
Befotaka é uma cidade em Madagascar com 17000 habitantes. Fica na região Sofia no Distrito de Analalava.

## Geografia
A cidade mais próxima é Antsohihy a 63 km.